# Hearts Once Nourished with Hope and Compassion
Hearts Once Nourished with Hope and Compassion ("Corazones una vez llenos de esperanza y compasión") es el álbum debut de la banda de hardcore punk Shai Hulud, lanzado el 4 de noviembre de 1997 en la subsidiaria de Revelation Records, Crisis Records, en CD/LP y 12" (106 ediciones). Ahora es vendido a través de Revelation Records. Fue reeditado en forma de Enhanced CD y lanzado con una nueva carátula el 29 de agosto del 2006. Es considerado como una de las grabaciones más influenciales dentro de la escena hardcore/metalcore actual..

## Pistas
1. "Solely Concentrating on the Negative Aspects of Life" – 3:08
2. "My Heart Bleeds the Darkest Blood" – 2:05
3. "Outside the Boundaries of a Friend" – 3:32
4. "Beliefs and Obsessions" – 2:45
5. "A Profound Hatred of Man" – 3:05
6. "Beyond Man" – 2:54
7. "This Wake I Myself Have Stirred" – 2:47
8. "Eating Bullets of Acceptance" – 2:35
9. "For the World / If Born From This Soil: Treatments For The Infected Foetus" (empieza  – 5:58 dentro de la pista) – 11:56

## Créditos
- Chad Gilbert - Vocalista
- Matt Fox - Guitarra
- Oliver Chapoy - Guitarra
- Dave Silber - Bajo
- Steve Kleisath - Batería
- Damien Moyal - Letras
- Mitchell Howell - Ingeniero de audio
- Dustin Moore - Carátula, fotografías
- Alexis Neptune - Carátula, concepto
- Autumn Horne - Carátula, concepto
- Grabado y mezclado en Morrisound Studios, Tampa, FL
- Remasterizado y remezclado por Zeuss